# Dryopteris repentula
Dryopteris repentula là một loài thực vật có mạch trong họ Dryopteridaceae. Loài này được C.B. Clarke ex H. Christ miêu tả khoa học đầu tiên năm 1909.